# Herbert Blomstedt
Herbert Thorson Blomstedt (Springfield, Massachusetts, 11 de juliol de 1927) és un director d'orquestra suec. És membre de la Reial Acadèmia Sueca de Música.

## Biografia
Herbert Blomstedt va néixer als EUA com el segon fill de pares d'origen suec. El seu pare, Adolf Blomstedt (1898–1981), va ser missioner dels adventistes del setè dia. La seva mare, Alida Armintha Thorson (1899–1957), nascuda a Golden, Colorado, era pianista. A finals de la dècada del 1920, els pares van tornar a Europa amb els seus fills Norrman Eugen i Herbert, inicialment a Nyhyttan (Västmanland), Suècia. Després que el pare fos nomenat cap de l'Església Adventista a Finlàndia, la família es va traslladar a Kauniainen, Hèlsinki i Turku. Després de cinc anys van tornar a Suècia, on la família va viure primer a Göteborg i més tard a Estocolm. Blomstedt va créixer en una casa parroquial protestant. Va rebre la seva primera formació musical al Conservatori Reial d'Estocolm i a la Universitat d'Uppsala. Aleshores Blomstedt va estudiar direcció a la Juilliard School of Music de la ciutat de Nova York, música contemporània a Darmstadt i música renaixentista i barroca a la "Schola Cantorum Basel", també va treballar amb Igor Markevitch a Salzburg i amb Leonard Bernstein a Tanglewood.
El 1954, Herbert Blomstedt va debutar com a director amb l'Orquestra Filharmònica d'Estocolm i després va treballar com a director en cap d'importants orquestres escandinaves, com ara a Norrköping. Va dirigir l'Orquestra Simfònica de la Sveriges Radio (Ràdio Sueca) fins al 1963.

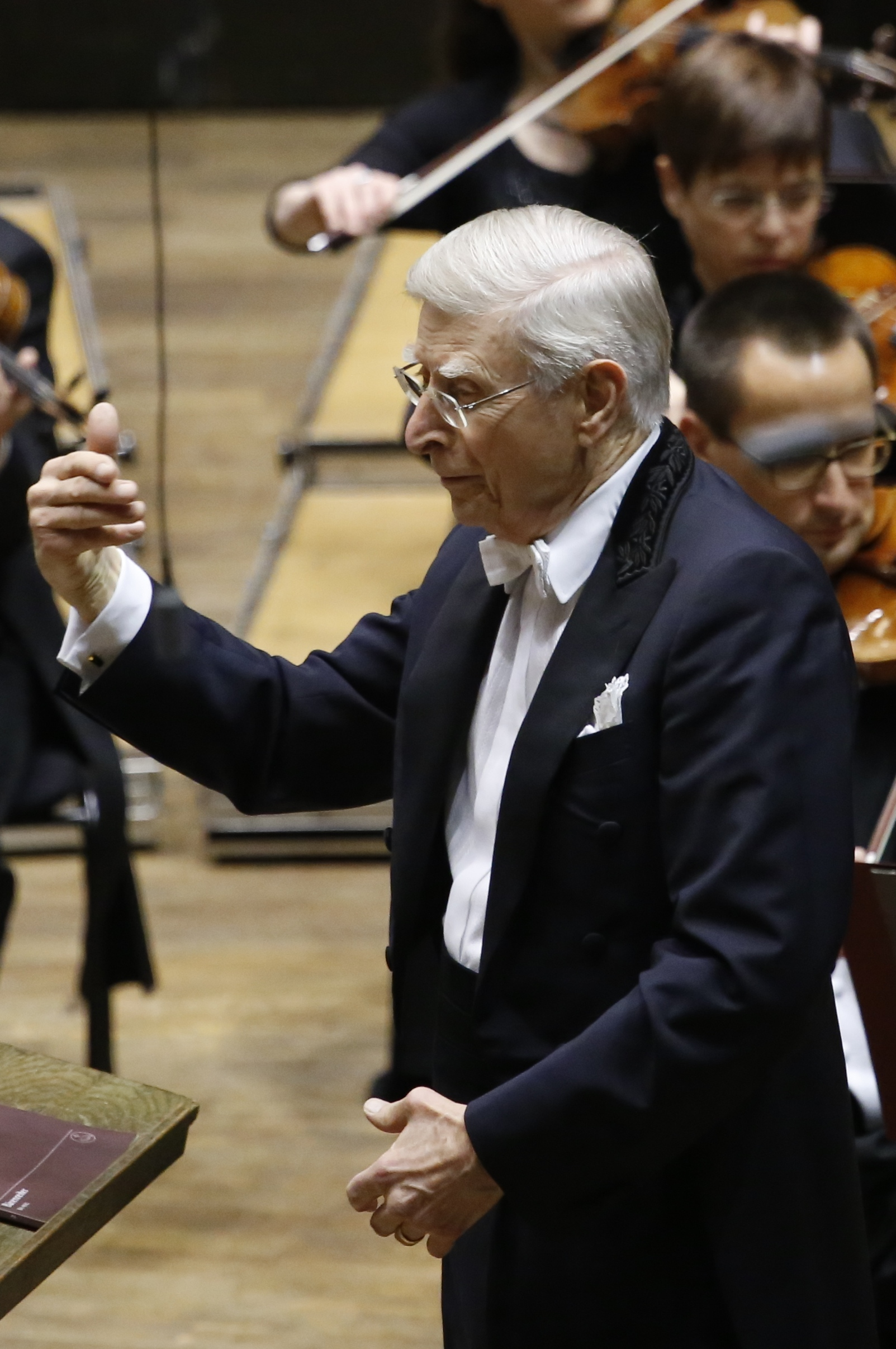
Herbert Blomstedt a la Gewandhaus de Leipzig, 2015

De 1975 a 1985 va ser director titular de la Staatskapelle Dresden i de 1985 a 1995 va ser director musical de l'Orquestra Simfònica de San Francisco. De 1996 a 1998 va ser director titular de l'Orquestra Simfònica NDR, amb qui també treballa habitualment com a director convidat. De 1998 a 2005 va dirigir l'Orquestra del Gewandhaus de Leipzig com a successor de Kurt Masur.
Herbert Blomstedt treballa amb moltes orquestres importants com a director convidat, com ara la Bamberger Symphoniker, la Filharmònica de Berlín, l'Orquestra Simfònica de Boston, l'Orquestra Simfònica de Chicago, l'Orquestra Filharmònica d'Israel, l'Orquestra Reial del Concertgebouw d'Amsterdam, l'Orquestra Filharmònica de Los Angeles, la Münchner Philharmoniker i més recentment, l'Orquestra Simfònica de la Ràdio de Baviera. Blomstedt va actuar amb la Filharmònica de Viena per primera vegada el 2011.
Blomstedt, la dona del qual Waltraud Regina (Traute), de soltera Peterson, va morir el febrer de 2003, té quatre filles i viu a Lucerna des de 1984. És un adventista confessat del setè dia, no beu alcohol i segueix una dieta vegetariana.

## Premis
L'Orquestra Simfònica de la NHK (1986), la Simfònica de San Francisco (1995), l'Orquestra Gewandhaus (2005), l'Orquestra Simfònica de Bamberg (2006), l'Orquestra Simfònica de la Ràdio Sueca d'Estocolm (2006), l'Orquestra Simfònica de la Ràdio Danesa de Copenhaguen (2006), la Sächsische Staatskapelle Dresden (2016) i la Filharmònica de Viena (2019) el van nomenar director honorari. L'any 2003 va rebre la Orde al Mèrit de la República Federal Alemanya. També ha estat guardonat doctor honoris causa per nombroses universitats, per exemple de la Universitat de Göteborg. A més va rebre nombrosos altres premis, com el Premi Anton Bruckner de la ciutat de Linz el 2001, el Premi Max Rudolf el 2007 per la seva tasca com a director i professor, la Insígnia d'Honor d'Or de la Staatskapelle de Dresden de Saxon el 2007 i la placa Johann Walter el 2008 del Consell de Música de Saxó i el 2011 la medalla Bach de la ciutat de Leipzig.
El 2016 Blomstedt va rebre el Premi musical Léonie Sonning. El mateix any va ser guardonat amb el Brahmspreis 2017 de la "Brahms Society Schleswig-Holstein", que va rebre el 10 de juny de 2017 en el marc de les "Brahms Weeks 2017" a Wesselburen. El discurs elogiós va anar a càrrec de la periodista i biògrafa Julia Spinola. El 2017, Blomstedt va rebre el Premi de Turisme de Leipzig de Leipzig Tourismus und Marketing (LTM) GmbH. El 2022 va ser guardonat amb el "Rheingau Music Prize". El 2022 va rebre la Orde al Mèrit de la República Federal Alemanya. El 2023, Blomstedt va rebre l'"Opus Klassik" per l'obra de la seva vida.

## Enregistraments
Blomstedt ha enregistrat nombrosos treballs, la majoria d'ells amb la Staatskapelle Dresden, la San Francisco Symphony i la Gewandhausorchester Leipzig. Només hi ha 130 enregistraments diferents de la Staatskapelle, que inclouen totes les simfonies de Beethoven i Schubert i també l'òpera Leonore de Beethoven, la versió original de Fidelio. Va gravar les simfonies de Jean Sibelius, una sèrie d'obres orquestrals de Paul Hindemith i totes les simfonies de Carl Nielsen, que es consideren enregistraments de referència, amb la San Francisco Symphony. Amb l'Orquestra Gewandhaus a partir de 1999, entre d'altres, va enregistrar totes les simfonies d'Bruckner i Beethoven, però també la Missa Major del suec Sven-David Sandström.
Els enregistraments de Blomstedt han estat publicats per Decca, entre d'altres; especialment aquells amb la Simfònica de San Francisco. El 2023 es va publicar una caixa completa de tots els enregistraments de Decca. Denon i Eterna (ara Berlin Classics) van publicar enregistraments amb la Staatskapelle Dresden. Querstand va publicar enregistraments amb la Gewandhaus Orchestra entre 2005 i 2012. A partir del 2015, els enregistraments seran publicats per Accentus Music, que també tornarà a publicar l'enregistrament complet de les simfonies de Bruckner en CD el 2023, que abans havia estat publicat com a SACD per Querstand. Deutsche Grammophon també publica enregistraments des del 2022.
Enregistraments seleccionats
- Beethoven: Sinfonien Nr. 1–9; Staatskapelle Dresden, 1976–1982.
- Beethoven: Sinfonien Nr. 1–9; Gewandhausorchester de Leipzig, 2014–2017.
- Beethoven: Leonore; Hermann Christian Polster, Theo Adam, Richard Cassily, Edda Moser, Karl Ridderbusch, Helen Donath, Eberhard Büchner, MDR-Rundfunkchor Leipzig, Staatskapelle Dresden, 1977.
- Beethoven: Missa solemnis, Simone Schneider, Gerhild Romberger, Richard Croft, Jochen Kupfer, MDR-Rundfunkchor, Gewandhausorchester Leipzig, 2013.
- Beethoven: Triple Concert, Isabelle Faust, Jean-Guihen Queyras, Martin Helmchen, Gewandhausorchester Leipzig, 2017.
- Brahms: Sinfonien 1–4; Gewandhausorchester Leipzig, 2021, 2022.
- Brahms: Sinfonie Nr. 2 und 4; Gewandhausorchester Leipzig, 2000, 1996.
- Brahms: Sinfonie Nr. 1 und 2, sowie Akademische Festouvertüre und Obertura tràgica; Gewandhausorchester Leipzig, 2020–2021.
- Brahms: Ein deutsches Requiem; San Francisco Symphony, 1995.
- Bruckner: Sinfonien Nr. 4 und 7; Staatskapelle Dresden, 1980.
- Bruckner: Sinfonien Nr. 4 und 6; San Francisco Symphony, 1995, 1993.
- Bruckner: Sinfonien Nr. 3 und 9; Gewandhausorchester Leipzig, 1998, 1995.
- Bruckner: Sinfonien Nr. 1–9; Gewandhausorchester Leipzig, 2012.
- Grieg: Peer Gynt; Urban Malmberg, Mari-Ann Haeggander, Wendy Hoffmann, Merlyn Vaughn, Wendy White, Urban Malmberg, Richard Haille, San Francisco Symphony, 1990.
- Mahler: Sinfonie Nr. 2; San Francisco Symphony, 1994.
- Mahler: Sinfonie Nr. 4 und 5; NHK-Sinfonieorchester, 2011.
- Mahler: Sinfonie Nr. 9; Bamberger Symphoniker, 2018.
- Mendelssohn: Sinfonien Nr. 3 und 4; San Francisco Symphony, 1993.
- Mendelssohn: Sinfonien Nr. 3; Gewandhausorchester Leipzig, 2012.
- Mendelssohn: Klavierkonzerte Nr. 1 und 2; Jean-Yves Thibaudet, Gewandhausorchester Leipzig, 2001.
- Mozart: Sinfonien Nr. 38–41; Staatskapelle Dresden, 1981, 1982.
- Mozart: Sinfonie Nr. 35; Israel Philharmonic Orchestra, 2005.
- Mozart: Sinfonien Nr. 39, 40 und 41; Symphonieorchester des Bayerischen Rundfunks, 2023, 2013, 2017.
- Nielsen: Sinfonien Nr. 1–6; Dänisches Radio Sinfonieorchester, 1975.
- Nielsen: Sinfonien Nr. 1–6; San Francisco Symphony, 1989–1991.
- Orff: Carmina Burana; Lynne Dawson, John Daniecki, Kevin McMillan, San Francisco Symphony, 1991.
- Schubert: Sinfonien Nr. 1–9; Staatskapelle Dresden, 1982–1984.
- Schubert: Sinfonien Nr. 5, 8 und 9; San Francisco Symphony, 1992, 1993.
- Schubert: Sinfonien Nr. 8 und 9; Gewandhausorchester Leipzig, 2022.
- Sibelius: Sinfonien Nr. 1–7; San Francisco Symphony, 1991–1996.
- Stenhammar: Sinfonie Nr. 2; Göteborger Symphoniker|Gothenburg Symphony, 2018.
- Strauss: Així parlà Zaratustra, Ein Heldenleben, Till Eulenspiegels lustige Streiche, Tod und Verklärung; Staatskapelle Dresden, 1984, 1987, 1989.
- Strauss: Till Eulenspiegels lustige Streiche, Tod und Verklärung; San Francisco Symphony, 1998.
- Voříšek: Sinfonie in D-Dur, op. 23, Gewandhausorchester Leipzig, 2022.

## Cita
| « | Ser director d'orquestra és una bona feina per envellir perquè sempre és un repte i necessites reptes a mesura que envelleixes. | » |